# Terminalia catappa
Badamier
Espèce
Classification phylogénétique
Terminalia catappa (également appelée Badamier) est une espèce de plantes à fleurs de la famille des Combretaceae. C'est un arbre fruitier originaire de Nouvelle-Guinée. Il peut atteindre une vingtaine de mètres de hauteur. Son fruit est appelé « myrobolan », « myrobalan » ou « badame ». Il s'est naturalisé dans de nombreuses régions tropicales.
En République démocratique du Congo, l'arbre symbolise l'abri en raison de sa capacité à contenir les rayons solaires et des terrasses et débits de boissons en portent le nom et s'y côtoient.

## Dénominations
- Nom scientifique valide : Terminalia catappa  L. ;
- Noms vulgaires (vulgarisation scientifique) recommandés ou typiques en français : Badamier[1],[2],[3] ;
- Autres noms vulgaires ou noms vernaculaires (langage courant) pouvant désigner éventuellement d'autres espèces : santal indien[1], amandier des Indes[1],[4], amandier pays[2], amandier du Pacifique[2].

On le trouve sous le nom d'amandier-pays ou de pyé zanmann aux Antilles françaises et sous le nom tahitien autera’a ou autara’a en Polynésie française. En République démocratique du Congo, une déformation phonétique a transformé le badamier en madamé au pluriel ou lidamé au singulier[réf. souhaitée].

### Étymologie
En Indonésie, on l'appelle ketapang, d'où vient son nom scientifique Terminalia catappa.
Au Sénégal on l'appelle guértétoubab.

## Description

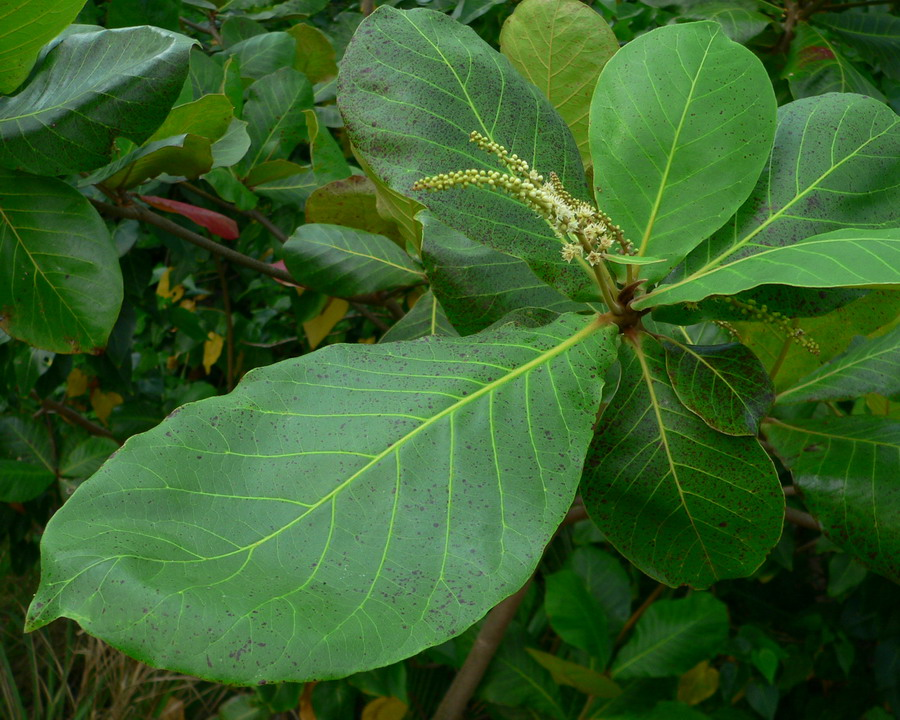
T. catappa, feuilles et épis

C'est un arbre de 9 à 25 m de haut, aux branches horizontales verticillées, lui donnant une ramification à étages typique. Les feuilles groupées à l'extrémité des branches sont portées par un gros pétiole, tomenteux puis glabre, de 5-17 mm. Le limbe est obovale, à base cunéiforme, à apex rond, de 8-36 × 6-24 cm, chartacé (c'est-à-dire à consistance de carton). À la saison sèche, les feuilles virent au rouge vif avant de tomber.
Les fleurs sont groupées en épis axillaires grêles de 5-25 cm de long. Les fleurs sont petites et blanchâtres. Les fleurs mâles sont à l'apex et les hermaphrodites moins nombreuses à la base. Le calice est formé de 5-6 sépales soudés. Il n'y a pas de pétale. Les étamines, exsertes, au nombre de (5-) 10, groupées en deux cycles, sont de couleur jaune-blanchâtre et rouge-rose au sommet. La floraison s'étale sur presque toute l'année.
Le fruit est une drupe, ovale à elliptique, comprimée, coriace, verte sur l'arbre puis une fois tombée brun-jaune à brun-rouge à maturité, de 7 cm de long et 6 cm de large, parfois un peu plus petite, entourée par une aile peu marquée ou absente. Le noyau contient une amande comestible.

## Écologie
L'espèce, originaire de Nouvelle-Guinée, s'est naturalisée en Afrique subsaharienne, en Amérique tropicale, aux Antilles, en Inde, Asie du Sud-est, Indonésie, aux Philippines, au sud de la Chine et à Taïwan. Elle se développe dans les arrière-plages sableuses. Tout comme les noix de coco, en effet, les graines de badamier peuvent flotter très longtemps sans perdre leur pouvoir germinatif qui va s’épanouir dès lors qu’un courant marin va les déposer au plus haut de l’estran d’un rivage tropical.
Certaines populations de singes, notamment les colobes roux de Zanzibar, se nourrissent des feuilles du badamier.

## Propriétés chimiques
Les feuillescontiennent des diterpènes, des triterpènes, des flavonoïdes (quercétol, leucocyanidine, kaempférol), des composés phénoliques et des tanins catéchiques. Les racines contiennent des flavonoïdes.
L'activité hypotensive (c'est-à-dire le fait que leur consommation, par décoction, réduise la tension artérielle) des feuilles est controversée mais l'activité hépatoprotectrice est confirmée.

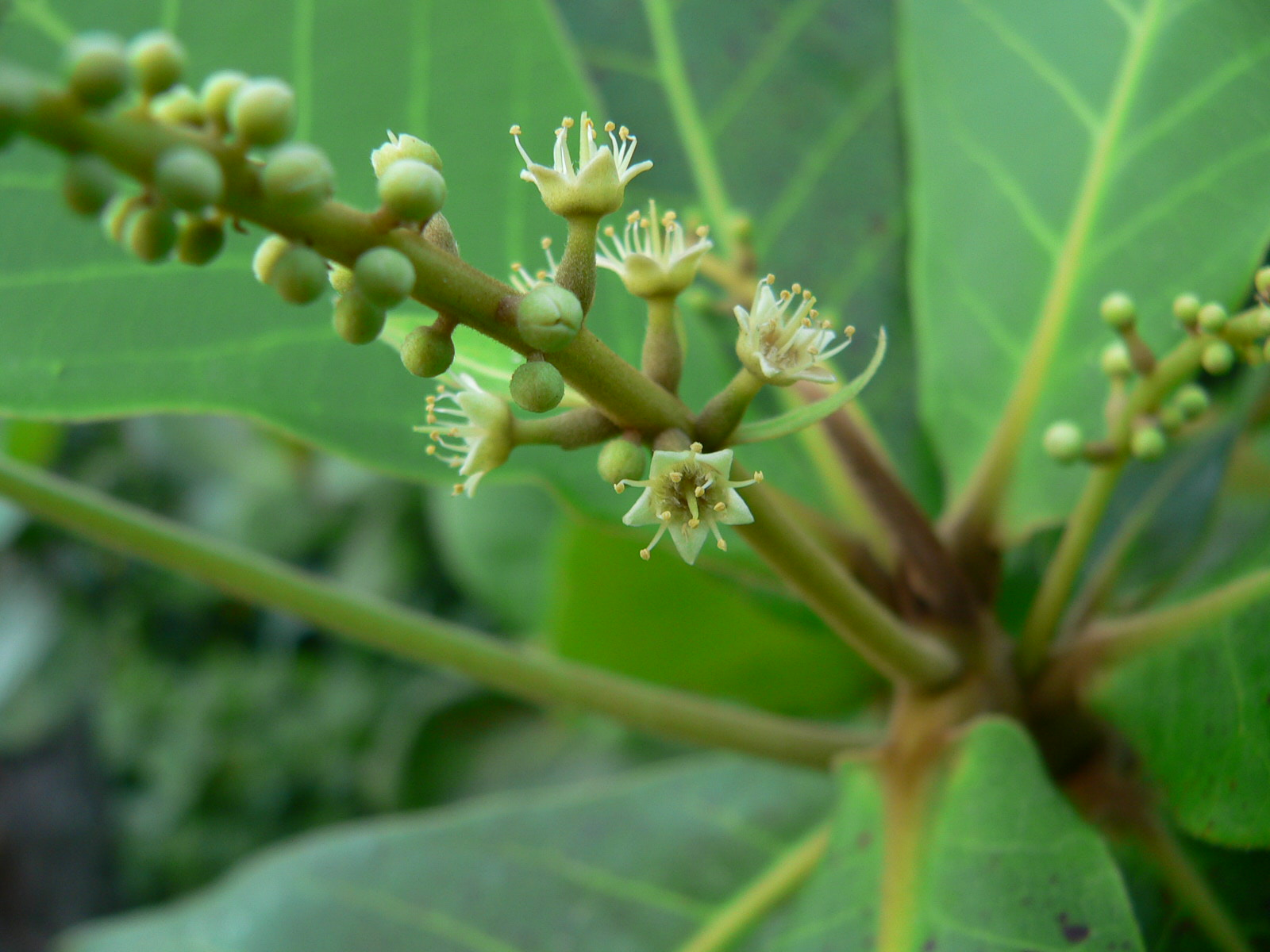
Fleurs
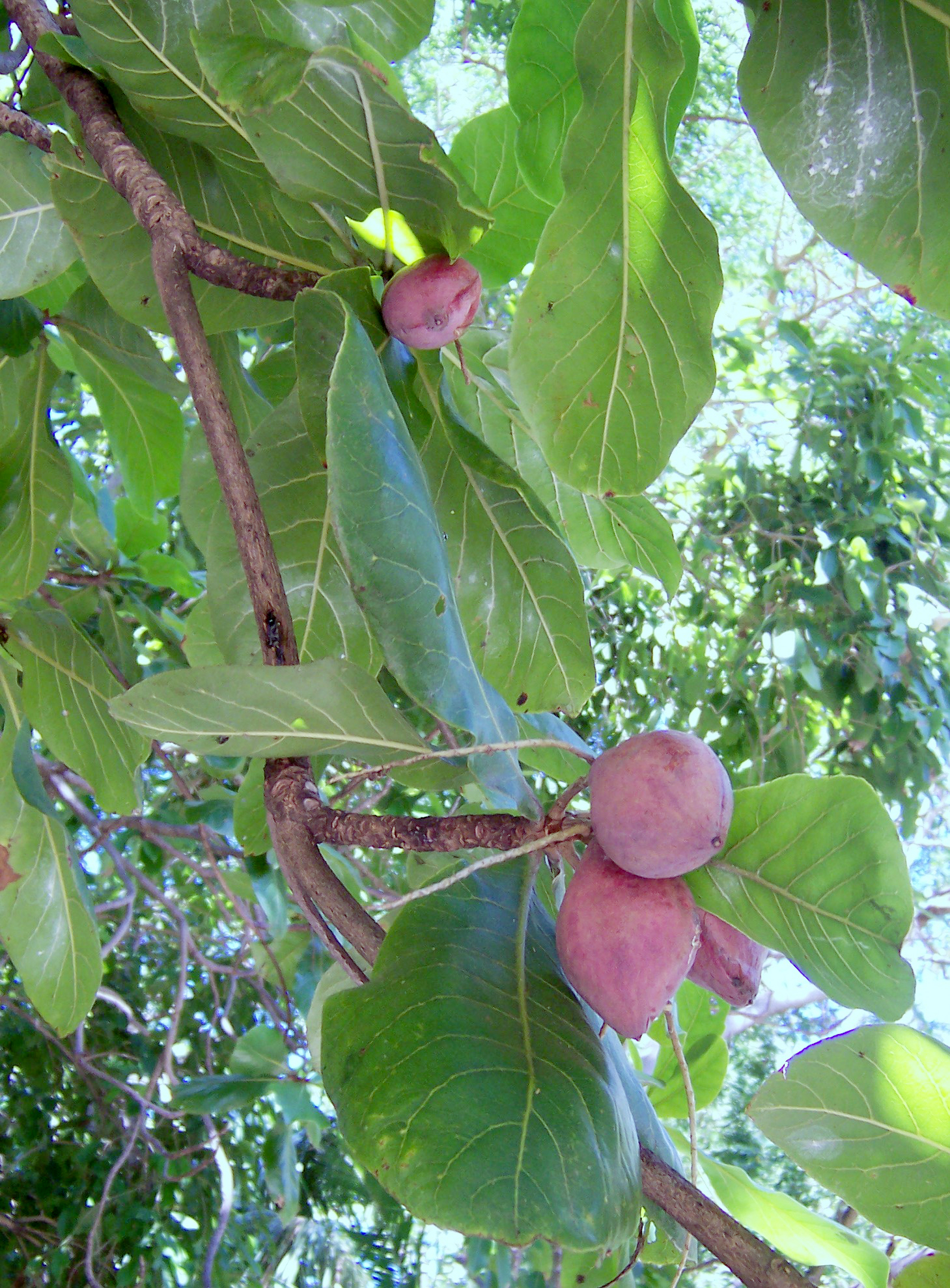
Fruits
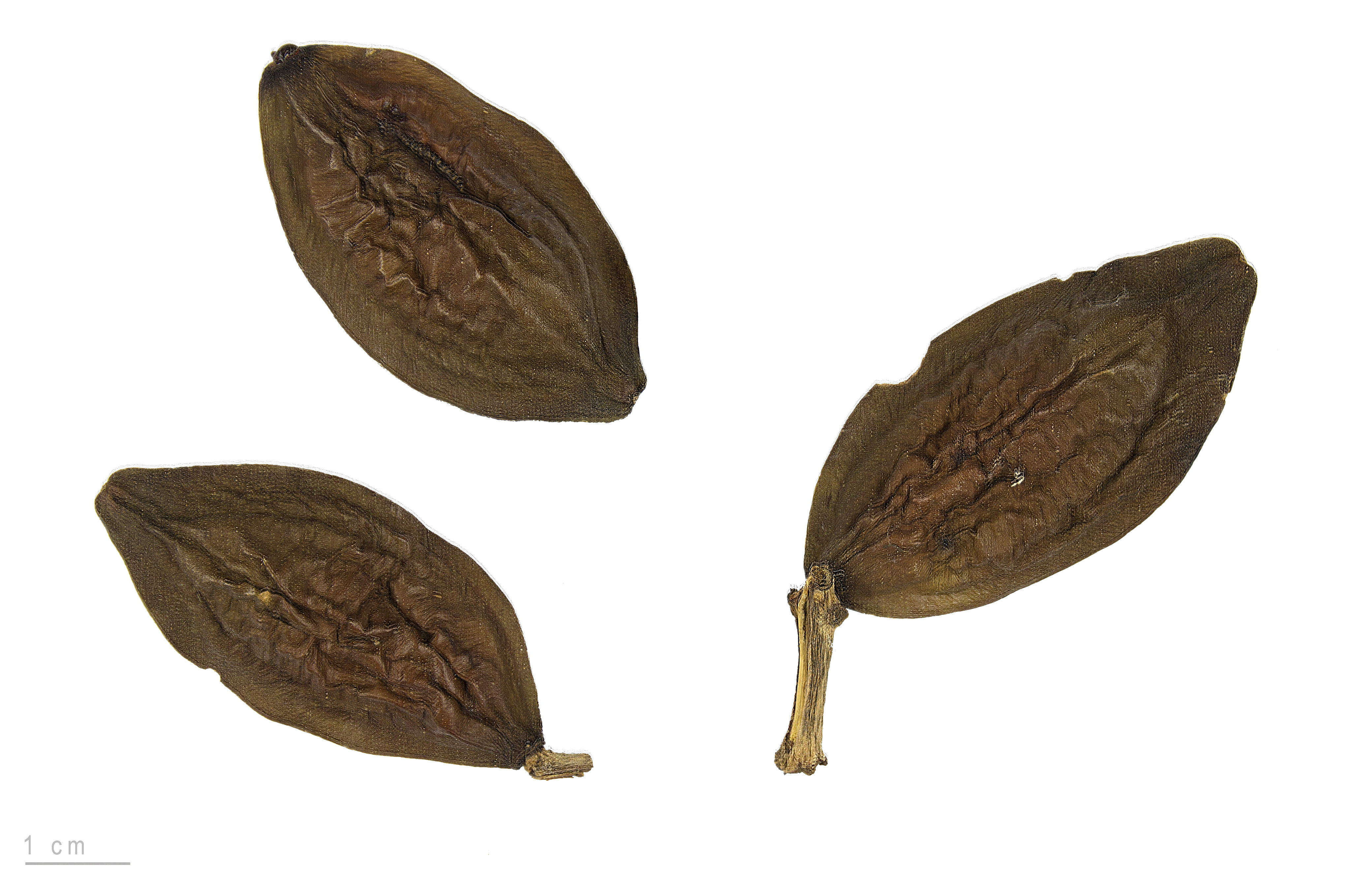
Fruits séchés
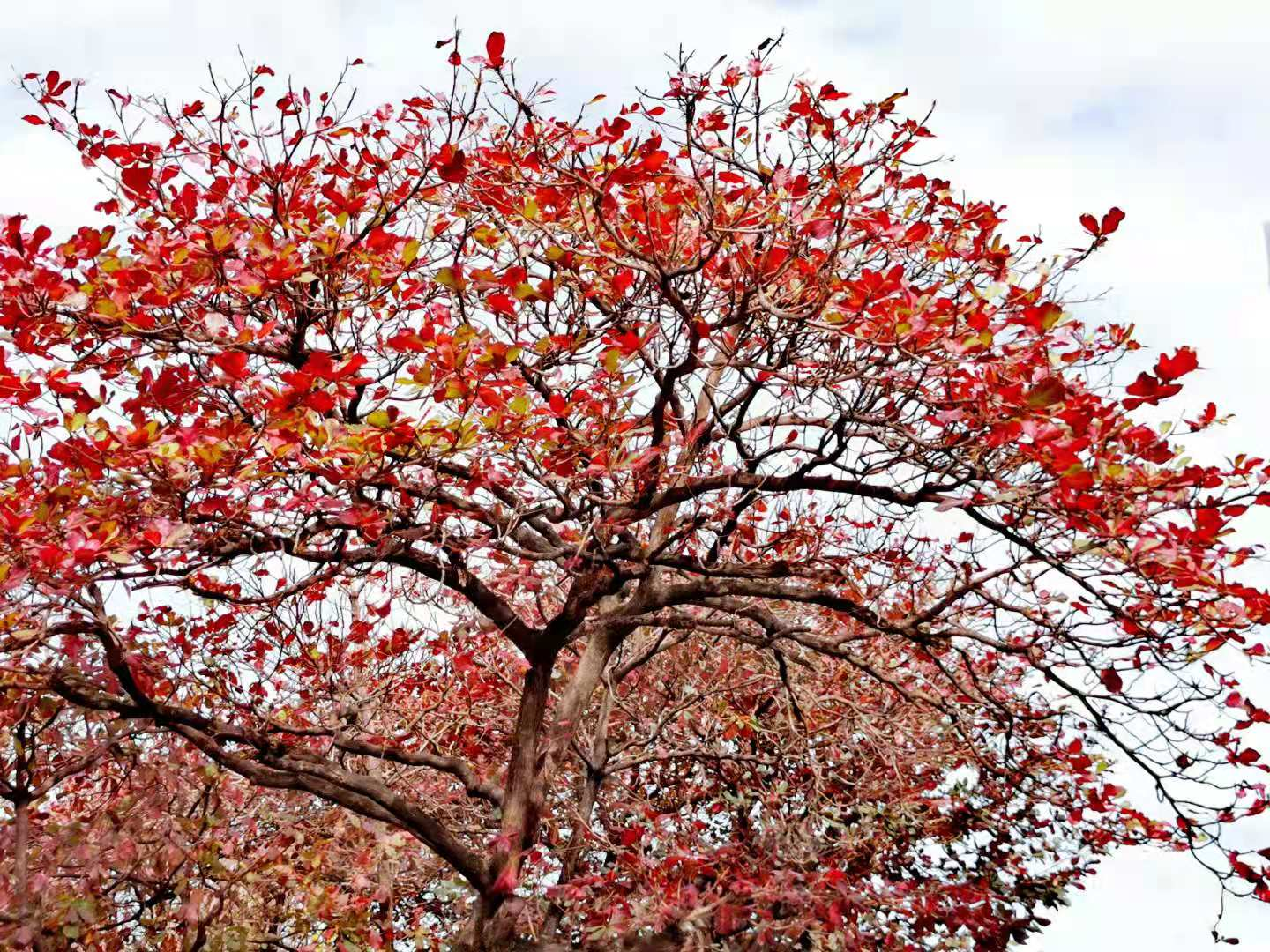
En hiver

## Classification
Cette espèce a été publiée pour la première fois en  1767 par le naturaliste suédois Carl von Linné. Son épithète spécifique,catappa, vient du nom ketapang donnée en Indonésie à cet arbre.

### Synonymes
- Badamia commersonii Gaertner
- Juglans catappa (Linnaeus) Loureiro
- Myrobalanus catappa (Linnaeus) Kuntze
- Terminalia catappa var. chlorocarpa Hasskarl
- T. catappa var. macrocarpa Hasskarl
- T. catappa var. rhodocarpa Hasskarl
- T. catappa var. subcordata (Humboldt & Bonpland ex Willdenow) Candolle
- T. intermedia Bertero ex Sprengel
- T. latifolia Blanco (1837), not Swartz (1788)
- T. moluccana Lamarck
- T. myrobalana Roth
- T. ovatifolia Noronha
- T. paraensis Martius
- T. procera Roxburgh
- T. rubrigemmis Tulasne
- T. subcordata Humboldt & Bonpland ex Willdenow.

## Utilisation

### Pharmacopée
Le fruit desséché du badamier, connu sous le nom de « myrobalan », est utilisé en Europe dans la pharmacopée à partir du XIIIe siècle. Les apothicaires ont donné le nom de « myrobalan » à une série de fruits venant d’Inde, riches en tanins et considérés comme une panacée médicinale. Les traductions des textes médicaux arabes firent connaître ce remède.
L'écorce est très souvent utilisée dans le traitement de la toux (extrait de jus) ou des infections urinaires (décoction). Dans de nombreux pays, la décoction des feuilles est conseillée dans le traitement de l'hypertension artérielle.

### Alimentation
Le fruit contient un seul noyau, très dur, renfermant une amande comestible, au goût délicat.
Au Vanuatu et en Polynésie française, les badames se mangent généralement crues. Elles se consomment au pied de l'arbre, après avoir cassé la coque entre deux pierres. Elles se vendent aussi sèches, sur les marchés urbains. Elles sont peu consommées en Nouvelle-Guinée. En République démocratique du Congo, les badames sont surtout consommées dans les villages.[réf. nécessaire]
La commercialisation des « amandes pays » est pratiquée en Guadeloupe.

### Autres usages
Au Vanuatu, le bois sert à fabriquer des pirogues ou à sculpter des objets artisanaux. C'est un bon combustible et un bon bois de charpente.

### Aquariophilie
En aquariophilie, les éleveurs de discus et betta asiatiques utilisent les feuilles pour leurs propriétés antiseptiques depuis déjà fort longtemps. Cette pratique s’est étendue à la maintenance de poissons réputée difficile. La feuille est plongée telle quelle dans l'aquarium et flotte à la surface, puis coule en libérant sa sève et ses tanins. Les pouvoirs supposés de ces feuilles iraient du renforcement de l'immunité des poissons à la stimulation de la reproduction, en passant par l'acidification de l'eau et leur pouvoir antiseptique.
Il y a toute une procédure à suivre pour ramasser ces feuilles dans la nature et les utiliser en aquariophilie. Il faut commencer par nettoyer les feuilles à l'eau claire, couper le pétiole, les brosser, les aplatir, puis les laisser sécher au soleil un à deux jours.